# Кент (округ, Род-Айленд)
Шаблон:StateAbbr_ 41°42′15″ пн. ш. 71°28′46″ зх. д. / 41.704124° пн. ш. 71.47953° зх. д.
Кент (англ. Kent County) — округ (графство) у штаті Род-Айленд, США. Ідентифікатор округу 44003.

## Населені пункти
В склад округу входять 1 місто (сіті) та 4 містечка (таун).
Міста
| Місто | Населення, осіб | Рік  |
| ----- | --------------- | ---- |
| Ворік | 82672           | 2010 |

Містечка
| Містечко     | Населення, осіб | Рік  |
| ------------ | --------------- | ---- |
| Вест-Ворік   | 29191           | 2010 |
| Вест-Гринвіч | 6135            | 2010 |
| Іст-Гринвіч  | 13146           | 2010 |
| Ковентрі     | 35014           | 2010 |

## Історія
Округ утворений 1750 року.

## Демографія
За даними перепису 
2000 року 
загальне населення округу становило 167090 осіб, зокрема міського населення було 155745, а сільського — 11345.
Серед мешканців округу чоловіків було 80181, а жінок — 86909. В окрузі було 67320 домогосподарств, 44964 родин, які мешкали в 70365 будинках.
Середній розмір родини становив 3,02.
Віковий розподіл населення поданий у таблиці:
| Стать    | До 15 років | 15-21 | 22-29 | 30-39 | 40-49 | 50-65 | 65-85 | Понад 85 |
| -------- | ----------- | ----- | ----- | ----- | ----- | ----- | ----- | -------- |
| Чоловіки | 16533       | 6832  | 7284  | 12859 | 13549 | 13093 | 9257  | 774      |
| Жінки    | 15830       | 6326  | 7381  | 13726 | 14314 | 14141 | 12905 | 2286     |

## Суміжні округи
- Провіденс — північ
- Бристоль — схід
- Вашингтон — південь
- Ньюпорт — південний схід
- Нью-Лондон, Коннектикут — південний захід
- Віндем, Коннектикут — захід